# Литиевый элемент питания
Литиевый элемент — одноразовый (неперезаряжаемый) гальванический элемент, в котором в качестве анода используется литий или его соединения. Катод и электролит литиевого элемента может быть разных видов, поэтому термин «литиевый элемент» объединяет группу элементов с одинаковым материалом анода.
В зависимости от выбранного типоразмера и используемых химических материалов литиевый элемент питания может производить напряжение 1,5 В (совместим с щелочными элементами) или 3 В. Литиевые элементы питания широко распространены в современной портативной электронной технике, "таблеточные" (CR2025, CR2032 и другие) часто используют для питания энергонезависимой памяти BIOS, напольных и кухонных весов, калькуляторов, пультов дистанционного управления, игрушек, маленьких фонариков-брелоков и лазерных указок.

## Достоинства
К достоинствам литиевых элементов можно отнести:
- меньшую, чем у серебра и ртути, дефицитность;
- возможность выполнения особо плоских и компактных элементов (толщиной 1-1,5 мм), позволяющих их использовать в небольших устройствах, таких как наручные часы;
- возможность получения различных рабочих напряжений (1,5; 2,8; 3 и 3,5 В), что невозможно реализовать в других видах гальванических элементов;
- исключительно малые токи саморазряда и высокая степень герметичности, что позволяет хранить литиевые элементы до начала эксплуатации 5-7 лет без нарушения герметичности;
- возможность хранения и работы в широком диапазоне отрицательных и положительных температур.

## Химические процессы
| Тип                          | Катод                         | Электролит                                                                              | Номинальное напряжение | ЭДС холостого хода | Вт*ч/кг  | Вт*ч/л   |
| ---------------------------- | ----------------------------- | --------------------------------------------------------------------------------------- | ---------------------- | ------------------ | -------- | -------- |
| Li-MnO2 «CR»                 | диоксид марганца              | Перхлорат лития в растворителе (пропиленкарбонат, диметоксиэтан)                        | 3 В                    | 3,3 В              | 280      | 580      |
| Li-(CF)x «BR»                | Фторид углерода               | Тетрафторборат лития в пропиленкарбонате, диметоксиэтане, гамма-бутиролактоне           | 3 В                    | 3,1 В              | 360-500  | 1000     |
| Li-FeS2 «FR»                 | Дисульфид железа              | пропиленкарбонат, диоксолан, диметоксиэтан                                              | 1,4-1,6 В              | 1,8 В              |          |          |
| Li-SOCl2 «E»                 | Тионилхлорид                  | Тетрахлоралюминат лития в тионилхлориде                                                 | 3,5 В                  | 3,65 В             | 500-700  | 1200     |
| Li-SO2Cl2                    | Сульфурилхлорид               |                                                                                         | 3,7 В                  | 3,95 В             | 330      | 720      |
| Li-SO2                       | Диоксид серы                  | Бромид лития                                                                            | 2,85 В                 | 3,0 В              | 250      | 400      |
| Li-I2                        | Иод                           | Иодид лития                                                                             | 2,8 В                  | 3,1 В              |          |          |
| Li-Ag2CrO4                   | Хромат серебра                | Перхлорат лития                                                                         | 3,1-2,6 В              | 3,45 В             |          |          |
| Li-Ag2V4O11, Li-SVO, Li-CSVO | Оксид серебра+Оксид ванадия   | Гексафторфосфат лития или гексафтороарсенат лития в пропиленкарбонате с диметоксиэтаном |                        |                    |          |          |
| Li-CuO «GR»                  | Окись меди                    | Перхлорат лития в диоксолане                                                            | 1,5 В                  | 2,4 В              |          |          |
| Li-Cu4O(PO4)2                | Copper oxyphosphate           |                                                                                         |                        |                    |          |          |
| Li-CuS                       | Сульфид меди                  |                                                                                         | 1,5 В                  |                    |          |          |
| Li-PbCuS                     | Сульфид свинца и сульфид меди |                                                                                         | 1,5 В                  | 2,2 В              |          |          |
| Li-FeS                       | Сульфид железа                | Пропиленкарбонат, диоксолан, диметоксиэтан                                              | 1,5-1,2 В              |                    |          |          |
| Li-Bi2Pb2O5                  | Lead bismuthate               |                                                                                         | 1,5 В                  | 1,8 В              |          |          |
| Li-Bi2O3                     | Оксид висмута                 |                                                                                         | 1,5 В                  | 2,04 В             |          |          |
| Li-V2O5                      | Оксид ванадия                 |                                                                                         | 3,3/2,4 В              | 3,4 В              | 120/260  | 300/660  |
| Li-CuCl2                     | Хлорид меди                   | LiAlCl4 или LiGaCl4 в SO2.                                                              |                        |                    |          |          |
| Li/Al-MnO2, «ML»             | Оксид марганца                |                                                                                         | 3 В                    |                    |          |          |
| Li/Al-V2O5, «VL»             | Оксид ванадия                 |                                                                                         | 3 В                    |                    |          |          |
| Li-Se                        | Селен                         |                                                                                         | 1,9 В                  |                    |          |          |
| Li-air                       | Углерод                       |                                                                                         |                        |                    | 1800-660 | 1600-600 |
| Li-FePO4                     | Феррофосфат лития             | Этиленкарбонат, диметилкарбонат, перхлорат лития                                        | 3,0-3,2 В              | 3,2 В              | 90-160   | 325      |

### Тионилхлоридный катод
В качестве положительного электрода в т. н. литийтионилхлоридных батарейках применяется тионилхлорид. Химический процесс в батарее:
{\displaystyle {\mathsf {4Li+2SOCl_{2}\rightarrow 4LiCl+S+SO_{2}}}}
Напряжение новой батареи — 3,65 В, окончание разряда — 3,0 В. Характеристика разряда — плоская с резким падением напряжения в конце ёмкости.
Эти батарейки отличаются высокой плотностью энергии (0,5 кВт*ч/кг, 1,2 кВт*ч/л), длительными сроками работы (свыше 20 лет, саморазряд — ~1 %/год) и широким температурным диапазоном (до −80..+130 °C). Однако их применение ограничено профессиональными применениями в связи с токсичностью содержимого и риском взрывного разрушения при коротком замыкании.
Батареи этого типа обладают склонностью к пассивации — осаждению плёнки хлорида лития на литиевом электроде при длительном отсутствии нагрузки или малых токах потребления. При этом внутреннее сопротивление батареи значительно растет. При нагружении батарея через некоторое время восстанавливает характеристики.

### Литий-железофосфат, LiFePO4, "лифер"
Перезаряжаемые элементы, аккумуляторы. В отличие от более известных литий-ионных, пожаробезопасны, их повреждение не приводит к возгоранию, они обладают кратно большим ресурсом циклов заряда-разряда, что делает их востребованными в солнечной энергетике и на транспорте в некоторых странах.
Характерное рабочее напряжение — 3,2-3,3 вольта в зависимости от нагрузки, причем это напряжение слабо зависит от степени заряженности. Требуют осторожности при заряде - в конце заряда напряжение резко растет, что может привести к выходу из строя. 
К недостаткам можно отнести практическую невозможность заряда при отрицательных температурах, и меньшую удельную емкость в сравнении с традиционными литиевыми аккумуляторами.

## Применение
Литиевые элементы нашли применение в устройствах, предъявляющих высокие требования к элементам питания на протяжении длительного срока службы, таким как электрокардиостимулятор и другие имплантируемые медицинские устройства. Такие устройства могут работать автономно до 15 лет. Применение литиевых элементов в устройствах с небольшим сроком службы не всегда оправдано. Так, литиевый элемент может прослужить дольше, чем детская игрушка, для которой он был приобретен.
Диапазон применения литиевых элементов практически аналогичен применению щелочных элементов — это большое количество различных устройств, таких как часы или фотокамера.

### Типоразмеры
Небольшие («таблеточные») литиевые элементы часто используются в портативных электронных устройствах с малым энергопотреблением (часы, калькуляторы), а также в компьютерах для питания энергозависимой памяти CMOS и часов.